# Bem cavalgar
Bem cavalgar (Livro da ensinança de bem cavalgar toda sela, "Bog om instruktionen af at ride godt i alle sadler") er en bog af Edvard 1. af Portugal, der endnu ikke var færdig med den, da han døde af pest i 1438. Det er en af de ældste bevarede manualer om ridning og ridderturnering. Sammen med  Leal Conselheiro, der også er skrevet af kong Edvard, bliver manuskriptet opbevaret på det franske nationalbibliotek i Paris. Det er grundlaget for pensum i Det Portugisiske Rideskole, de er et af de Fire Store Rideakademier.
Bogen består af tre dele: "om vilje" (4 kapitler), "om tvang" (2 kapitler) og "14 anbefalinger til elitetryttere". Den er i syv sektioner.